# Jessica Kroeskop
Jessica Kroeskop (Almelo, 16 april 1986) is een Nederlands honkballer.
Kroeskop begon als honkballer in het eerste herenteam van de Uitsmijters uit Almelo, waarna zij ging spelen in Hengelo voor de Giants. In 2009 speelde zij voor het eerste dameshonkbalteam in Nederland, de Pink Panthers in Zwijndrecht. Zij kwamen uit in de reguliere herenbondscompetitie. Sinds 2014 speelt zij in het eerste herenteam van HSV Eagles uit Deventer. 
In 2010 werd Jessica geselecteerd voor het Nederlands honkbalteam dat toen voor het eerst deelnam aan de wereldkampioenschappen in Venezuela. Vervolgens nam zij ook deel aan de WK's in 2012 (Canada) en 2014 (Japan). Nadat ze zich in 2016 niet beschikbaar stelde voor het Nederlands team, is ze in 2018 opnieuw geselecteerd voor het Wereldkampioenschap in Amerika (Florida). 